# Nederlandse kampioenschappen atletiek 2012
In 2012 werden de Nederlandse kampioenschappen atletiek gehouden op 16 en 17 juni in het Olympisch Stadion (Amsterdam). De organisatie lag in handen van de Amsterdamse atletiekvereniging Phanos in samenwerking met de Atletiekunie.
De kampioenschappen, die op een vroeger moment dan gebruikelijk in het seizoen plaatsvonden, stonden in het teken van de Europese kampioenschappen in Helsinki en de Olympische Spelen in Londen.
De 10.000 m voor mannen en vrouwen vond plaats op 17 mei in Emmeloord.

## Uitslagen

### 100 m
| rang   | atleet              | prestatie           |
| ------ | ------------------- | ------------------- |
| Goud   | Churandy Martina    | 10,22 s (- 0.6 m/s) |
| Zilver | Giovanni Codrington | 10,51 s (- 0.6 m/s) |
| Brons  | Brian Mariano       | 10,63 s (- 0.6 m/s) |

| rang   | atlete          | prestatie           |
| ------ | --------------- | ------------------- |
| Goud   | Dafne Schippers | 11,38 s (+ 0.1 m/s) |
| Zilver | Marit Dopheide  | 11,76 s (+ 0.1 m/s) |
| Brons  | Eva Lubbers     | 11,82 s (+ 0.1 m/s) |

### 200 m
| rang   | atleet            | prestatie           |
| ------ | ----------------- | ------------------- |
| Goud   | Jerrel Feller     | 20,76 s (+ 0.8 m/s) |
| Zilver | Guus Hoogmoed     | 21,08 s (+ 0.8 m/s) |
| Brons  | Mike van Kruchten | 21,26 s (+ 0.8 m/s) |

| rang   | atlete         | prestatie           |
| ------ | -------------- | ------------------- |
| Goud   | Jamile Samuel  | 23,15 s (- 0.7 m/s) |
| Zilver | Eva Lubbers    | 23,74 s (- 0.7 m/s) |
| Brons  | Marit Dopheide | 23,77 s (- 0.7 m/s) |

### 400 m
| rang   | atleet               | prestatie |
| ------ | -------------------- | --------- |
| Goud   | Joeri Moerman        | 46,61 s   |
| Zilver | Liemarvin Bonevacia  | 46,76 s   |
| Brons  | Youssef el Rhalfioui | 46,92 s   |

| rang   | atlete             | prestatie |
| ------ | ------------------ | --------- |
| Goud   | Nicky van Leuveren | 54,27 s   |
| Zilver | Lisanne de Witte   | 54,33 s   |
| Brons  | Madiea Ghafoor     | 54,50 s   |

### 800 m
| rang   | atleet            | prestatie |
| ------ | ----------------- | --------- |
| Goud   | Robert Lathouwers | 1.52,90   |
| Zilver | Thijmen Kupers    | 1.53,85   |
| Brons  | Jorian Damen      | 1.54,46   |

| rang   | atlete          | prestatie |
| ------ | --------------- | --------- |
| Goud   | Sanne Verstegen | 2.04,61   |
| Zilver | Marlies Manders | 2.07,82   |
| Brons  | Ingrid Grutters | 2.09,72   |

### 1500 m
| rang   | atleet                | prestatie |
| ------ | --------------------- | --------- |
| Goud   | Wouter Ploeger        | 3.51,71   |
| Zilver | Jesper van der Wielen | 3.51,94   |
| Brons  | Wouter de Boer        | 3.52,21   |

| rang   | atlete         | prestatie |
| ------ | -------------- | --------- |
| Goud   | Maureen Koster | 4.20,91   |
| Zilver | Marije te Raa  | 4.21,70   |
| Brons  | Manon Kruiver  | 4.21,83   |

### 5000 m
| rang   | atleet           | prestatie |
| ------ | ---------------- | --------- |
| Goud   | Abdi Nageeye     | 14.25,83  |
| Zilver | Gert-Jan Wassink | 14.25,93  |
| Brons  | Ronald Schröer   | 14.26,46  |

| rang   | atlete               | prestatie |
| ------ | -------------------- | --------- |
| Goud   | Lesley van Miert     | 16.31,75  |
| Zilver | Marieke Falkmann     | 16.35,54  |
| Brons  | Ruth van der Meijden | 16.40,32  |

### 10.000 m[1]
| rang   | atleet           | prestatie |
| ------ | ---------------- | --------- |
| Goud   | Khalid Choukoud  | 28.59,94  |
| Zilver | Tom Wiggers      | 29.47,16  |
| Brons  | Frank Blikslager | 30.46,71  |

| rang   | atlete           | prestatie |
| ------ | ---------------- | --------- |
| Goud   | Stefanie Bouma   | 36.04,39  |
| Zilver | Pauline Claessen | 36.21,71  |
| Brons  | Jacelyn Gruppen  | 36.27,14  |

### 110 m horden/100 m horden
| rang   | atleet             | prestatie           |
| ------ | ------------------ | ------------------- |
| Goud   | Koen Smet          | 13,97 s (- 0.3 m/s) |
| Zilver | Tjendo Samuel      | 14,21 s (- 0.3 m/s) |
| Brons  | Eelco Sintnicolaas | 14,52 s (- 0.3 m/s) |

| rang   | atlete         | prestatie           |
| ------ | -------------- | ------------------- |
| Goud   | Sharona Bakker | 13,32 s (- 1.4 m/s) |
| Zilver | Rosina Hodde   | 13,45 s (- 1.4 m/s) |
| Brons  | Nadine Visser  | 13,64 s (- 1.4 m/s) |

### 400 m horden
| rang   | atleet          | prestatie |
| ------ | --------------- | --------- |
| Goud   | Thomas Kortbeek | 50,97 s   |
| Zilver | Jesper Arts     | 51,29 s   |
| Brons  | Revelinho Eind  | 52,38 s   |

| rang   | atlete              | prestatie |
| ------ | ------------------- | --------- |
| Goud   | Bianca Baak         | 58,73 s   |
| Zilver | Graciella Woutersen | 60,17 s   |
| Brons  | Myrthe Fonck        | 60,25 s   |

### 3000 m steeple
| rang   | atleet         | prestatie |
| ------ | -------------- | --------- |
| Goud   | Simon Vroemen  | 8.51,67   |
| Zilver | Erik Niemeijer | 9.26,31   |
| Brons  | Jaap Witte     | 9.30,12   |

| rang   | atlete             | prestatie |
| ------ | ------------------ | --------- |
| Goud   | Helen Hofstede     | 10.08,00  |
| Zilver | Christine Bosch    | 10.44,79  |
| Brons  | Jolanda Verstraten | 10.47,53  |

### Verspringen
| rang   | atleet            | prestatie          |
| ------ | ----------------- | ------------------ |
| Goud   | Marius Kranendonk | 7,53 m (+ 0.1 m/s) |
| Zilver | Harald-Peter Bust | 7,46 m (- 1.1 m/s) |
| Brons  | Jonathan Pengel   | 7,22 m (- 0.3 m/s) |

| rang   | atlete                | prestatie          |
| ------ | --------------------- | ------------------ |
| Goud   | Dafne Schippers       | 6,54 m (+ 1.1 m/s) |
| Zilver | Carola van Wagtendonk | 6,08 m (- 0.4 m/s) |
| Brons  | Yvonne van Langen     | 5,91 m (+ 0.5 m/s) |

### Hink-stap-springen
| rang   | atleet        | prestatie           |
| ------ | ------------- | ------------------- |
| Goud   | Erwin Slokker | 14,85 m (- 0.2 m/s) |
| Zilver | Sander Hage   | 14,70 m (+ 0.7 m/s) |
| Brons  | Robin Coops   | 14,62 m (+ 0.7 m/s) |

| rang   | atlete            | prestatie           |
| ------ | ----------------- | ------------------- |
| Goud   | Meruska Eduarda   | 12,50 m (- 0.2 m/s) |
| Zilver | Nora Ritzen       | 12,25 m (- 0.1 m/s) |
| Brons  | Tamara Middelburg | 12,17 m (+ 0.1 m/s) |

### Hoogspringen
| rang   | atleet          | prestatie |
| ------ | --------------- | --------- |
| Goud   | Douwe Amels     | 2,18 m    |
| Zilver | Martijn Nuijens | 2,10 m    |
| Brons  | Giguru Scheuer  | 2,02 m    |

| rang   | atlete             | prestatie |
| ------ | ------------------ | --------- |
| Goud   | Sietske Noorman    | 1,87 m    |
| Zilver | Lisanne Hagens     | 1,80 m    |
| Brons  | Marlies van Haaren | 1,80 m    |

### Polsstokhoogspringen
| rang   | atleet             | prestatie |
| ------ | ------------------ | --------- |
| Goud   | Nils Mulder        | 5,35 m    |
| Zilver | Eelco Sintnicolaas | 5,20 m    |
| Brons  | Jorn Bakker        | 5,00 m    |

| rang   | atlete            | prestatie |
| ------ | ----------------- | --------- |
| Goud   | Rianna Galiart    | 4,25 m    |
| Zilver | Leonie Schilder   | 4,10 m    |
| Brons  | Janneke Oosterink | 3,80 m    |

### Kogelstoten
| rang   | atleet              | prestatie |
| ------ | ------------------- | --------- |
| Goud   | Erik van Vreumingen | 19,35 m   |
| Zilver | Patrick Cronie      | 18,00 m   |
| Brons  | Maarten Persoon     | 17,92 m   |

| rang   | atlete            | prestatie |
| ------ | ----------------- | --------- |
| Goud   | Melissa Boekelman | 17,00 m   |
| Zilver | Monique Jansen    | 15,51 m   |
| Brons  | Corinne Nugter    | 15,23 m   |

### Discuswerpen
| rang   | atleet            | prestatie |
| ------ | ----------------- | --------- |
| Goud   | Erik Cadée        | 63,14 m   |
| Zilver | Maarten Persoon   | 57,30 m   |
| Brons  | Roland van Zuilen | 54,07 m   |

| rang   | atlete         | prestatie |
| ------ | -------------- | --------- |
| Goud   | Monique Jansen | 59,27 m   |
| Zilver | Loes Verlaak   | 51,69 m   |
| Brons  | Corinne Nugter | 50,14 m   |

### Speerwerpen
| rang   | atleet          | prestatie |
| ------ | --------------- | --------- |
| Goud   | Bjorn Blommerde | 73,60 m   |
| Zilver | Daan Meyer      | 72,58 m   |
| Brons  | Lars Timmerman  | 72,56 m   |

| rang   | atlete             | prestatie |
| ------ | ------------------ | --------- |
| Goud   | Evelien Dekkers    | 53,43 m   |
| Zilver | Nadine Broersen    | 50,55 m   |
| Brons  | Mandy van der Meer | 46,80 m   |

### Kogelslingeren
| rang   | atleet          | prestatie |
| ------ | --------------- | --------- |
| Goud   | Vincent Onos    | 65,55 m   |
| Zilver | Maarten Persoon | 58,33 m   |
| Brons  | Sander Stok     | 56,62 m   |

| rang   | atlete           | prestatie |
| ------ | ---------------- | --------- |
| Goud   | Eva Reinders     | 60,65 m   |
| Zilver | Maaike Schetters | 56,36 m   |
| Brons  | Wendy Koolhaas   | 55,35 m   |

1904 · 
1908 · 
1909 · 
1910 · 
1911 · 
1912 · 
1913 · 
1914 · 
1915 · 
1917 · 
1918 · 
1919 · 
1920 · 
1921 · 
1922 · 
1923 · 
1924 · 
1925 · 
1926 · 
1927 · 
1928 · 
1929 · 
1930 · 
1931 · 
1932 · 
1933 · 
1934 · 
1935 · 
1936 · 
1937 · 
1938 · 
1939 · 
1940 · 
1941 · 
1942 · 
1943 · 
1944 · 
1946 · 
1947 · 
1948 · 
1949 · 
1950 · 
1951 · 
1952 · 
1953 · 
1954 · 
1955 · 
1956 · 
1957 · 
1958 · 
1959 · 
1960 · 
1961 · 
1962 · 
1963 · 
1964 · 
1965 · 
1966 · 
1967 · 
1968 · 
1969 · 
1970 · 
1971 · 
1972 · 
1973 · 
1974 · 
1975 · 
1976 · 
1977 · 
1978 · 
1979 · 
1980 · 
1981 · 
1982 · 
1983 · 
1984 · 
1985 · 
1986 · 
1987 · 
1988 · 
1989 · 
1990 · 
1991 · 
1992 · 
1993 · 
1994 · 
1995 · 
1996 · 
1997 · 
1998 · 
1999 · 
2000 · 
2001 · 
2002 · 
2003 · 
2004 · 
2005 · 
2006 · 
2007 · 
2008 · 
2009 · 
2010 · 
2011 · 
2012 · 
2013 · 
2014 · 
2015 · 
2016 ·
2017 ·
2018 ·
2019 ·
2020 ·
2021 ·
2022 ·
2023 ·
2024 ·
2025